# Háled Badra
Háled Badra (arabul: خالد بدرة; Kairuán, 1973. április 8. –) tunéziai labdarúgóhátvéd.

## Pályafutása

### Klubcsapatban
1994–95-ben a Kairouan, 1995 és 2000 között az Espérance de Tunis labdarúgója volt. 2000–01-ben a török Denizlispor , 2001–02-ben az olasz Genoa CFC, 2002–03-ban a szaúdi al-Ahli csapatában szerepelt. 2003 és 2006 között hazatért és ismét az Espérance de Tunis játékosa volt. Pályafutását 2006–07-ban az al-Ahli együttesében fejezte be.

### A válogatottban
1995 és 2006 között 88 alkalommal szerepelt a tunéziai válogatottban és tíz gólt szerzett. Részt vett az 1996-os atlantai olimpián, az 1998-as és a 2002-es világbajnokságon.